# Diktator (Rom)
En romersk diktator var en ekstraordinær romersk magistrat i den Romerske Republik udstyret med fuld autoritet til at løse et specifikt problem, som han var blevet udpeget til at løse. Han blev skænket alle statens beføjelser, og alle de øvrige magistrater i den Romerske Republik var underlagt hans autoritet – inklusiv konsulerne. Formålet med at udpege én diktator var at løse et bestemt problem – og kun dette problem – hvorefter disse ekstraordinære magtbeføjelser ville ophøre med det samme.
En romersk diktator var stadig kontrolleret og blev holdt ansvarlig under sin embedsperiode: Senatet udøvede stadig en vis tilsynsmyndighed, mens plebejer-tribunerne havde ret til at nedlægge veto mod hans handlinger. Ligeledes havde folk stadig rettighed til at appellere hans handlinger. Omfanget af en diktators mandat kontrollerede, hvilke formål hans magtbeføjelser kunne rettes mod. Diktatorer kunne også retsforfølges, efter at deres periode som diktator var ophørt.
Diktatorer blev ofte udpeget i den tidligste periode af den Romerske Republik og frem til den Anden Puniske Krig (218-201 f.Kr.), mens embedet herefter ophørte med at blive brugt i over et århundrede. Det blev senere genoplivet i en væsentligt modificeret form; først af Sulla mellem 82 og 79 f.Kr. og dernæst af Julius Cæsar mellem 49 og 44 f.Kr., der blev udpeget dictator perpetuo ("diktator for evigt") lige inden hans død. Disse senere udpegelser af diktatorer blev brugt til at udføre vidtrækkende – og semi-permanente – ændringer i det romerske samfund. Efter Julius Cæsars attentat i 44 f.Kr. blev embedet formelt afskaffet og det blev aldrig genoplivet.

## Traditionel diktator
Årsagerne til, at nogen kunne blive udnævnt til diktator varierede. Formålet med udpegelsen af en diktator var at bringe Rom tilbage til status quo, inden der opstod en trussel. Embedet som diktator eksisterede for "at eliminere alt, der var opstået og i uorden, hvorefter det skulle eliminere sig selv, så den normale drift af den almindelige regering kunne genoptages".

### Oprindelse
Afskaffelsen af det romerske monarki i ca. 509 f.Kr. medførte – ifølge traditionen – at de kongelige beføjelser overgik til to årligt valgte konsuler. Skabelsen af embedet diktator er en del af denne tradition, som dog er noget uklar og forvirrende. Dens oprindelige titel var magister populi, "infanteriets mester". Hans løjtnant var magister equitum, "hestens mester". Diktatoren kan også være blevet kaldt praetor maximus, som gengivet af Livius. Her henvises til en gammel lov, der krævede, at praetor maximus skulle sætte et søm i muren af et tempel i midten af september.
Det er uklart, hvem den første diktator var, eller i hvilket år han blev udnævnt. Livius giver to versioner: I den ene version var den første diktator Titus Larcius i 501 f.Kr., mens den anden version siger, at den første diktator var Manius Valerius Maximus. Livius tilkendegiver dog, at sidstnævnte version var usandsynlig, da Manius ikke tidligere havde været konsul, og hvis man havde ønsket en Valerius kunne man have valgt Manius' far, Marcus (som havde været konsul i 505 f.Kr.). Men kun få moderne historikere har tiltro til disse traditionelle beretninger. Da den romerske historie begyndte at blive nedskrevet, var embedet diktator – som militærkommandant – allerede bortfaldet.
Embedet diktator ser ud til at være blevet udtænkt som en måde at omgå normal romersk politik og skabe en kortvarig magistrat med særlige beføjelser, der tjente at forsvare republikken i tider med krig eller på anden måde modvirke interne civile uroligheder – særligt hvis sådanne civile uroligheder modvirkede ekstern krigsførelse. Overordnet er der to synspunkter vedrørende oprindelsen af embedet som diktator: at det stammer fra latinerne, eller at det var en unik romersk institution.
Den romerske opfattelse understreger, at diktator-embedet siges at have eksisteret fra den Romerske Republiks tidligste år – skabt som "en integreret del af den republikanske forfatning". Og mens andre latinske byer havde diktatorer, kom disse ud af deres afskaffelse af monarkiet og var snarere almindelige magistrater end en ekstraordinær magistrat, der kun blev udnævnt i krisetider. Andre har argumenteret for, at diktatoren eksisterede som et middel til at omgå ineffektiviteten af en ny kollegial magistrat, idet de hævder, at romerne ikke ville have gjort dét – med kongelige beføjelser – til en integreret del af deres forfatning umiddelbart efter det Romerske Kongeriges afskaffelse, men snarere begrænset det til en perifer og ekstraordinær rolle. Andre forskere har fremført teorier om, at konsulerne blev indført efter diktator-embedet snarere end før.
Den latinske opfattelse hævder, at diktator-embedet opstod som følge af et behov for at rotere kommandoen mellem latinske stater i rollen som kommandoen over Det Latinske Forbunds forenede hære. Selvom Rom ikke var ét formelt medlem af Det Latinske Forbund, krævede man, at latinerne skulle tjene i Roms krige under en romersk kommandør, hvor der kunne have været udpeget en diktator til lejligheden. Et argument, som taler for dette, var belejringen af Veii: I løbet af ni års belejring tyede Rom først til at udpege en diktator i det sidste år, hvor etruskisk intervention tvang Rom til at tilkalde sine latinske allierede. Desuden er det sandsynligt, at diktator-embedet er lånt fra andre latinske stater, der havde en diktator, der tjente som militærchef. Denne opfattelse understreger også kontinuiteten mellem det Romerske Kongerige og den efterfølgende Romerske Republik – med diktator-embedet som bro mellem de to perioder.

### Nominering
Diktatoren var den eneste vigtige embedsmand i den romerske stat, som kunne blive udnævnt. Beføjelsen til at udnævne en diktator tilhørte konsulerne, hvoraf én kunne udpege en mand til at tjene i embedet. Denne konsul behøvede ikke at konsultere sin medkonsul – og ingen andre magistrater havde en sådan autoritet. En diktator kunne imidlertid også udpeges ved lovgivning efter forslag fra andre magistrater – hvilket var tilfældet da Sulla og Cæsar senere blev udpeget.
Udpegning af en konsul fandt sted i et natligt ritual – normalt forudgået af råd fra Senatet, der havde bedt om udpegelsen af en specifik person, men dette var ikke strengt nødvendigt. Der kunne afholdes en afstemning blandt folket, men det var usædvanligt. I tilfældet med Quintus Fabius Maximus Verrucosus kan folket have udpeget ham til diktator direkte gennem lovgivning. Efter ca. 300 f.Kr. var de fleste attesterede diktatorer tidligere konsuler. Det ser dog ikke ud til, at dette skulle have været et formelt krav fra nogen lovgivning, som beskrevet af Livius.
Diktatoriske beføjelser strakte sig sandsynligvis ud over den nominerende magistrat-periode, og de fleste diktatorer har opgivet deres beføjelser så hurtigt som muligt. Sædvaneret kan have krævet, at diktatorer opgiver deres beføjelser umiddelbart efter afslutningen af deres tildelte opgave.
En diktator kan nomineres af forskellige årsager, eller causae. De forskellige causae var:
- rei gerundae causa, "til sagens udførelse", brugt til militære nødsituationer,[28]
- comitiorum habendorum causa, for at afholde comitia eller valg, når konsulerne ikke var i stand til det;[29]
- clavi figendi causa, at skabe en diktator for en vigtig religiøs ritual, der involverer at slå et søm ind i væggen i Jupiter Optimus Maximus-templet, som en beskyttelse mod pest;
- til nedkæmpe et oprør;[30]
- for at etablere en religiøs helligdag;[31]
- for at holde de romerske lege, en gammel religiøs festival;[32]
- til at undersøge visse handlinger;[33] og,
- i et ekstraordinært tilfælde, for udnævnelse af senatorer, som efter Slaget ved Cannae.[34]

Disse årsager kunne kombineres (f.eks. seditionis sedandae et rei gerundae causa, for at dæmpe et oprør og for krig).

## Diktatorer i den sene Romerske Republik
Diktatorerne i den sene del af den Romerske Republik (Lucius Cornelius Sulla og Julius Cæsar) adskilte sig meget fra det traditionelle diktatorer. Den forudgående lange periode, hvori der ikke var blevet udpeget nogle diktatorer, betød, at mænd som Sulla og Cæsar ikke længere var bundet af århundreders tradition. Denne tradition havde krævet, at enhver mand, der blev udpeget til diktator – traditionelt en mand, som alle romere havde tillid til – skulle handle for alle romere, løse det problem, hvortil han blev udnævnt, og derefter straks træde tilbage.

### Lucius Cornelius Sulla
Efter Sullas borgerkrig fik Lucius Cornelius Sulla genoplivet diktator-embedet. I 82 f.Kr. – mens konsulerne var fraværende fra byen – overtalte han comitia centuriata (indkaldt af Lucius Valerius Flaccus som interrex) til at vedtage en lov, der direkte udpegede Sulla som diktator med beføjelser til at skrive love og genopbygge staten (Latin: legibus scribundis et rei publicae constituendae). Han fik ligeledes immunitet i forhold til alle handlinger (inklusive fortidige og kommende).
Efter at have lavet betydelige ændringer med hensyn til lovene og proskriptionerne, havde Sulla fuldført sin opgave den 1. januar 79 f.Kr. og trådte tilbage for at påtage en almindelig konsulpost Denne diktator-periode stemte overens med ét aspekt af det arkaiske diktatur – at genoprette stabiliteten – da staten faktisk var i ruiner efter dominansen og proskriptionerne fra Lucius Cornelius Cinnas, Gajus Marius og Gnæus Papirius Carbos. "Sulla sigtede aldrig mod permanent tyranni"; han ønskede, at hans forlig skulle lykkes, og opfattende det i kvasi-republikanske termer, herunder fratrådte sit diktator-embede til fordel for almindelige embedsmænd.  Sullas reformer og proskriptioner stabiliserede faktisk den Romerske Republik – om end det skete på et radikalt grundlag med Sulla som en "lovgiver", der gav Rom "en ny forfatning, der ville sætte en stopper for politiske og sociale stridigheder" og genoprette nogenlunde frie valg i de næste par årtier – dog med enorme omkostninger til følge. Men præcedensen han satte ved to gange at marchere mod Rom med sine hære ville vise sig at være en lige så destabiliserende faktor.

### Mellem Sulla og Cæsar
Efter Sullas diktatur er der nogle få tilfælde, hvor et diktatur angiveligt blev betragtet som et middel til at gennemføre et regimeskifte.
Én version af den påståede Første Catilinariske sammensværgelse omkring 65 f.Kr. (som i moderne forskning anses for at være fiktivt), fremlagt af Sveton, ville have involveret oprettelsen af en diktatur ledet af Marcus Licinius Crassus med Julius Cæsar som magister equitum. Svetons version af begivenhederne kan være anakronistisk, hvor Crassus og Cæsars involvering kan have været en overdrivelse. Uagtet heraf antyder tanken om en diktator "måske en sen-republikansk tankegang, der så det forældede konsul-embede som en ineffektiv vej til herredømmet over Rom" med diktator-embedet som et "oplagt værktøj til republikansk regimeskifte", som illustreret af Sullas proskriptioner og reformer. Formuleringen af, hvordan Crassus angiveligt skulle være blevet ophøjet til diktator, antyder også, at det blev anset som et brugbart instrument for ambitiøse fraktionsledere til at gennemtvinge forandringer.
Den efterfølgende konsul-periode af Pompejus i 52 f.Kr. er også rapporteret, som oprindeligt at have været påtænkt som et diktatur. Det blev dog afbrudt som følge af hans valg til enekonsul (uden medkonsul), der havde til formål at genoprette ro og orden. Historikere er uenige om årsagerne til, at Pompejus blev gjort til enekonsul. Kilder fra antikken (Appian, Dio og Plutarch) mente, at dette skete for at nægte ham embedet som diktator. "Nyere forskning har påpeget, at Pompejus' konsul-periode snarere var et middel til at løse et politisk dødvande". Hvis dette var et mislykket diktatur, ville det have været "et sidste ekko af de arkaiske diktatorer" med det ene formål at genoprette orden i byen.

### Julius Cæsar
Julius Cæsar genindførte ligeledes diktaturet under borgerkrigen (49–45 f.Kr.). Indledningsvis var det for at afholde valg – hvor han blev genvalgt som konsul for det følgende år – og ved flere lejligheder mellem oktober 48 f.Kr. og hans død i 44. Det er uklart, hvilke af Cæsars handlinger, der blev udført under hans overlappende diktatoriske, prokonsulære, konsulære eller private beføjelser. I modsætning til konsuler – som var begrænset af hundreder af års præcedens og sædvaner – tilbød diktator-embedet Cæsar (som følge af Sullas præcedens og det faktum, at embedet ikke var blevet anvendt i 120 år forinden) et embede, der gav ham vidtrækkende, dårligt definerede og stort set ubegrænsede magtbeføjelser. Hans diktator-periode byggede også på Sullas diktator-periode: han ændrede antallet af magistrater og reformerede staten. Men Cæsars diktator-periode var af administrativ-karakter snarere end defineret af én særlig opgave, der skulle løses, hvorefter embedet ville blive opgivet ved fuldførelsen af denne opgave.  På den måde lod Cæsar sig kort før sin død udnævne til dictator perpetuo ("diktator for evigt"), der ikke behøvede Senatets godkendelse eller blive udnævnt af en af konsulerne. Dette nye og forandrede diktator-embede – som var udstyret med en kongelig magter – endte med lede til mordet på Cæsar.

## Afskaffelse
Efter Cæsars død blev det ulovligt at foreslå, stemme for eller acceptere nogen diktator. Enhver person, der blev diktator, kunne ligeledes blive henrettet. Titlen blev forbandet og udskåret fra den republikanske forfatning. Mærkeligt nok var den person, der gjorde dette, ikke én af "befrierne" (dem der konspirerede om at myrde Cæsar), men snarere Cæsars egen tidligere magister equitum, Marcus Antonius. Antonius' tilhængere lovpriste ham for at have befriet den Romerske Republik for dette tyranniinstrument.
Behovet for en diktator – særligt som et redskab til pseudo-kongelig magt – var forsvundet. I 22 f.Kr. bad en senatorisk delegation Augustus om at acceptere diktator-embedet, men Augustus nægtede – vel vidende at titlen kun ville bringe had med sig. Han viste at hans egen uformelle autoritet, "belastet af hverken gammel eller ny præcedens", ville være tilstrækkelig.

## Magister equitum
Diktatorens løjtnant var magister equitum, eller "hestens mester". En diktators første handling var at udpege denne løjtnant – normalt efter eget ønske. Det var sædvanligt, at diktatoren udpegede en magister equitum, selv om han blev udpeget af ikke-militære årsager.
Magister equitum var også én curule (højtstående) magistrat, som havde beføjelser til at indkalde Senatet og (måske også) beføjelser til at indkalde forsamlingen; dog havde han kun seks liktorer, hvilket symboliserede at han var underlagt diktatoren og man forventede, at han hurtigt ville forlade embedet. Magister equitum var underlagt diktatoren, selvom det ikke altid forhindrede de to i at være uenige.
I teorien var magister equitum chef for kavaleriet, men han var ikke begrænset til denne rolle. Diktatoren og magister equitum tog ikke altid i feltet sammen. I nogle tilfælde blev magister equitum tildelt forsvaret af byen, mens diktatoren drog med en hær i felten. Ved andre lejligheder blev diktatoren i Rom for at varetage nogle vigtige forpligtigelser, mens han betroede magister equitum en hær i felten.